# Anthony Dirrell
Anthony Dirrell (født 14. oktober 1984 i Flint i Michigan) er en amerikansk bokser.  Han er en supermellemvægtbokser og lillebror til OL-bronze-vinderen og professionelle bokser Andre Dirrell.

## Professionelle Karriere
Anthony Dirrell fik son professionelle debut den 27. januar, 2005 mod Henry Dukes. Dirrell stoppede ham i første omgang. Dirrell havde sin næste kamp den 11. februar 2005 mod Dewayne Warren. Dirrell bankede Warren ned to gange i 1. omgang og to gange igen i 2. omgang.Dirrell vandt på TKO.
Dirrell havde sin tredje kamp mod Larry Brothers, hvor Dirrell vandt på TKO i 2. omgang. Dirrell havde sin fjerde kamp mod Mike Walthier og slog ham ud i 1. omgang.
Dirrell havde sin femte kamp mod Gabriel Rivera den 13. august 2005. Selvom Rivera var ubesejret i fire kampe, vandt Dirrell på TKO i 2. omgang. Dirrell havde sin 6. kamp mod Kevin Butts hvor Dirrell slog ham ud i 1. omgang.

## Udenfor Ringen

### Kamp mod Lymfon
Det blev annonceret af HBO Boxing After Dark speakeren Larry Merchant den 16. juni 2007  at Dirrell, der ikke har kæmpet i 2007, at han var under kemoterapi for non-Hodgkins lymfom. Han var klar til at bokse igen efter endt kemoterapi i 2008.

## Anholdelse for væbnet røveri
Den 28. januar 2008, blev Dirrell anholdt for mistanke om væbnet røveri. Dirrells bedstefar har påstået, at Dirrell var på vej for at gennemgå kemoterapi for non-Hodgkins lymfom, da røveriet fandt sted.